# Brain-sur-Allonnes
Brain-sur-Allonnes é uma comuna francesa na região administrativa da Pays de la Loire, no departamento de Maine-et-Loire. Estende-se por uma área de 33,32 km². Em 2010 a comuna tinha 2 056 habitantes (densidade: 61,7 hab./km²).